# Ellen Scripps
Pour les articles homonymes, voir Scripps.
Ellen Scripps (1863-1948), appelée aussi « Ellen Scripps Booth » pour la différencier de sa tante Ellen Browning Scripps, était une philanthrope, mécène et femme d'affaires américaine, l'un des premières héritières de l'Empire de presse Scripps-Howard.

## Biographie
Née en 1863, Ellen Scripps était la fille de James Edmund Scripps (1835 – 1906), le fondateur du grand quotidien The Detroit News et de l'empire de presse de la famille Scripps, le groupe E. W. Scripps Company, qui a pris le nom du demi-frère de James Edmund Scripps.
En 1887, elle a épousé George G. Booth (1864 – 1949), dont elle a eu cinq enfants et qui a cofondé le groupe Booth Newspapers, une chaîne de journaux couvrant la partie sud de l'État du Michigan. Avec son mari, elle a fondé la Cranbrook Educational Community (CEC), à Bloomfield Hills, dans le Michigan. Ils ont agi comme mécène des arts.
Parmi leurs cinq enfants, dont trois garçons, deux seront les héritiers qui dirigeront plus tard le groupe Scripps, Warren Scripps Booth (1894 – 1987) et Henry Scripps Booth (1897 – 1988)